# La Mesa, Oaxaca
La Mesa är en ort i Mexiko.   Den ligger i kommunen San Felipe Tejalápam och delstaten Oaxaca, i den sydöstra delen av landet, 400 km sydost om huvudstaden Mexico City. La Mesa ligger 1 736 meter över havet och antalet invånare är 150.
Terrängen runt La Mesa är varierad. Runt La Mesa är det ganska tätbefolkat, med 230 invånare per kvadratkilometer. Närmaste större samhälle är Oaxaca de Juárez, 16,7 km öster om La Mesa. Trakten runt La Mesa består i huvudsak av gräsmarker.